# Alexis Guedroitz
Le prince Alexis Nicolaiévitch Guedroitz né le 9 juin 1923 à Pančevo (Serbie) et décédé à Bruxelles (Belgique) le 1er février 1992 était un professeur de langue et de littérature russe (École de Guerre, Centre nucléaire de Mol, Institut supérieur d'interprètes et traducteurs Marie Haps, Institut supérieur de la Ville de Bruxelles) et un interprète ayant participé à plusieurs rencontres entre hommes politiques belges et soviétiques (Spaak-Khrouchtchev (1961), Spaak-Kossyguine (1969), Harmel-Gromyko (1972), visite officielle du roi et de la reine des Belges en URSS (1975), ... )
Il fut également l'un des fondateurs et délégués en Belgique de la Société Internationale Dostoïevski.

## Biographie

### Enfance
Né en exil à Pančevo, en Serbie, en 1923, Alexis Guedroitz était le fils du prince russe Nicolaï Wladimirovitch Guedroitz et de son épouse Alexandra Grégorievna Strigewsky. Peu après sa naissance, son père, jeune officier de la Garde Impériale, mourut des suites de ses blessures de guerre. Le jeune Alexis, sa sœur Olga — future épouse du comte Éric de Diesbach Belleroche —, et son demi-frère André furent élevés par leur mère remariée à Bruxelles avec Georges Iovleff.

### Vie privée
Alexis Guedroitz se maria deux fois. D'abord à Dublin en 1948, il épousa Oonagh Ryan dont il eut une fille, la comédienne Ania Guedroitz, ensuite à Bruxelles en 1962, il épousa la comtesse Jeanne Marie de Hemricourt de Grunne dont il eut deux fils, Nicolas et Michel Guedroitz.

## Adaptations théâtrales
- 1962-1963 :	Boris Godounov d'Alexandre Pouchkine - Rideau de Bruxelles (adaptation nouvelle)
- 1963-1964 :	Ivanov d'Anton Tchekhov - Rideau de Bruxelles (adaptation)
- 1964-1965 :	L'Esprit souterrain de Fédor Dostoïevski - Rideau de Bruxelles (porté à la scène)
- 1966-1967 :	Oncle Vania d'Anton Tchekhov - Rideau de Bruxelles (adaptation nouvelle)
- 1967-1968 :	L'Idiot de Fédor Dostoïevski - Rideau de Bruxelles (porté à la scène)
- 1969-1970 :	Crime et Châtiment de Fédor Dostoïevski - Rideau de Bruxelles (adaptation pour la scène)
- 1972-1973 :	Un mois à la campagne d'Ivan Tourgueniev - Théâtre royal du Parc (adaptation)
- 1973-1974 :	Les Frères Karamazov de Fédor Dostoïevski - Rideau de Bruxelles (adaptation)
- 1976-1977 :	La Cerisaie d'Anton Tcheckhov - Théâtre royal du Parc (adaptation)
- 1979-1980 :	Le Joueur de Fédor Dostoïevski - Rideau de Bruxelles (adaptation)
- 1979-1980 :	La Mouette d'Anton Tchekhov - Compagnie des Galeries (adaptation nouvelle)
- 1987-1988 :	Ivanov d'Anton Tchekhov - Théâtre royal du Parc (adaptation)
- 1988-1989 :	Cerceau de Victor Slavkine - Rideau de Bruxelles (texte français)

## Adaptations littéraires
- 1973 : Un mois à la campagne d'Ivan Tourgueniev (Traducteur: Alexis Guedroitz - Paris : Jacques Antoine)
- 1975 : Oncle Vania d'Anton Tchekhov (Traducteur : Alexis Guedroitz - Paris)
- 1980 : Le Joueur de Fédor Dostoïevski (Adaptateur : Alexis Guedroitz - Bruxelles : Rideau de Bruxelles - Collection : Cahiers du Rideau)

## Livres en tant qu’auteur
- Le triomphe de Stephan Pasternacq, Éditions La Conference, 194?, 127 p.[4]
- Terrain vague, Bruxelles, Éditions Le Carrefour, 1959, 111 p.[5]
- Le Concerto en ré, Bruxelles, Éditions Le Carrefour, 196?, 114 p.
- Les Prix Nobel de la littérature russe : de Bounine à Soljenitsyne, 1974, 16 p.[6]
- Faire : un verbe à tout faire, Centre de terminologie de Bruxelles, Institut libre Maris Haps, 1985, 191 p.[7]

## Périodiques
- 1973 : Tourgueniev, L'héritage de Pouchkine - Alexis Guedroitz in Revue Générale - extrait du numéro de mars
- 1978 : Léon Tolstoï ou l'introspection créatrice - Alexis Guedroitz in Revue Générale - extrait du no 10, octobre

## Articles de presse
- « Cerceau au Rideau : poésie de la glasnost », sur Le Soir
- « La mort d'Alexis Guedroitz. Une voix nécessaire qui s'arrête », sur Le Soir

## Distinctions
- Officier de l'ordre des Palmes académiques (France)
- Officier de l’ordre de Léopold (Belgique)